# Stefan Rudolf
Stefan Rudolf (* 15. Januar 1974 in Rathenow) ist ein deutscher Schauspieler.

## Leben
Stefan Rudolf absolvierte zunächst eine Lehre zum Werkzeugmacher. Erst danach wandte er sich dem Beruf des Schauspielers zu und studierte von 1996 bis 2000 Schauspiel an der Berliner Universität der Künste.
Ein erstes Engagement fand Stefan Rudolf im Jahr 2000 am Deutschen Theater Berlin. Er stand in Einar Schleefs Inszenierung Verratenes Volk auf der Bühne. Es folgten ein Engagement am Jungen Theater Göttingen (2000/2001) und Auftritte an verschiedenen Berliner Bühnen, wie Berliner Ensemble, Theater am Kurfürstendamm und Theaterdiscounter. Im Jahr 2006 nahm er an dem zweisprachigen Theaterprojekt Henrik, Iyver du? – eine deutsch-norwegische Reise teil.
Stefan Rudolf wirkt seit 2003 regelmäßig in Film- und Fernsehproduktionen mit. In den Kinofilmen Gisela (2005), Schläft ein Lied in allen Dingen (2009) und Glückliche Fügung (2010) war er jeweils in Hauptrollen auf der Leinwand zu sehen. Er spielte Nebenrollen in weiteren Filmen wie Die Bluthochzeit (2005), Fräulein Stinnes fährt um die Welt (2009) und Laconia (OT The Sinking of the Laconia, 2011) mit. Oder auch beim Film „Ewig dein“ (2024) wo er den Freund Gert von Judith spielt. Er übernahm zudem Gastrollen in zahlreichen Fernsehserien, so in Verbotene Liebe, Der Bulle von Tölz, SOKO Leipzig, GSG 9 – Ihr Einsatz ist ihr Leben, Der Landarzt und Tatort. Von 2012 bis 2017 (Serientod in Folge „Endspiel“) war er an der Seite von Katharina Böhm und Jürgen Tonkel in der ZDF-Serie Die Chefin als Kriminalkommissar Jan Trompeter zu sehen und in der Folge ''Gespenster'' trat er 2023 unter dem Namen Johannes Geiger als Verbrecher wieder in Erscheinung.
Stefan Rudolf lebt in Berlin.

## Filmografie
- 2003: Verbotene Liebe (Fernsehserie, 7 Folgen)
- 2003: Die Musterknaben 3 – 1000 und eine Nacht (Fernsehfilm)
- 2003–2009: SOKO Köln (Fernsehserie, 2 Folgen)
- 2004: Unter Verdacht (Fernsehreihe, Folge Beste Freunde)
- 2004: Der Bulle von Tölz: In guten Händen
- 2005: Die Bluthochzeit
- 2005: Gisela
- 2005: Alles über Anna (sechs Folgen)
- 2005–2010: SOKO Leipzig (zwei Folgen)
- 2006: Hannah
- 2006: Blackout – Die Erinnerung ist tödlich – Verraten und vergessen
- 2006: Der Mungo
- 2007: Die Familienanwältin – Familienbande
- 2007: Post Mortem – Die Suche
- 2007: GSG 9 – Ihr Einsatz ist ihr Leben (vier Folgen)
- 2007: Küstenwache – Seelenverkäufer
- 2007: R. I. S. – Die Sprache der Toten – Falsch gewettet
- 2008: Mord mit Aussicht – Tödliche Nachbarschaft
- 2008: Notruf Hafenkante – Angst
- 2008: Im Namen des Gesetzes – Unglaubwürdig
- 2008: Dr. Psycho – Die Bösen, die Bullen, meine Frau und ich (zwei Folgen)
- 2008: Tatort: Hart an der Grenze (Fernsehreihe)
- 2009: Tatort: Mauerblümchen
- 2009: Schläft ein Lied in allen Dingen
- 2009: Der Landarzt (zwei Folgen)
- 2009: SOKO Wismar – Der Mann aus Calais
- 2009: Alarm für Cobra 11 – Die Autobahnpolizei – Die schwarze Madonna
- 2009: Wüste/Außen/Tag
- 2009: Fräulein Stinnes fährt um die Welt
- 2009: Nachtschicht – Wir sind die Polizei
- 2010: Nachtschicht – Das tote Mädchen
- 2010: Glückliche Fügung
- 2010: Das Glück kommt unverhofft
- 2011: Laconia (The Sinking of the Laconia)
- 2011: Tatort: Tödliche Ermittlungen
- 2011: Die Ausbildung
- 2011: Am Kreuzweg
- 2011: Sweetness
- 2012: Offroad
- 2012–2017: Die Chefin (Fernsehserie)
- 2012: Die Draufgänger – Im Fadenkreuz
- 2012: Der Heiratsschwindler und seine Frau
- 2012: Operation Zucker
- 2013: Ein starkes Team: Die Frau des Freundes (Fernsehfilm)
- 2014: Alles muss raus – Eine Familie rechnet ab (Fernsehzweiteiler)
- 2017: Bettys Diagnose – Neustart[3]
- 2019: Ella Schön: Die nackte Wahrheit (Fernsehfilm)
- 2020: Die Kanzlei – Schräglage
- 2020: Stralsund: Blutlinien
- 2020: Der Kriminalist – Wider das Vergessen
- seit 2020: Ein Krimi aus Passau (Fernsehreihe)
  - 2020: Freund oder Feind
  - 2020: Die Donau ist tief
  - 2022: Zu jung zu sterben
  - 2022: Der Fluss ist sein Grab
  - 2024: Zeit zu beten
  - 2024: Gier nach Gold
- 2021: Doktor Ballouz – Eine lange Nacht
- 2021: Der Alte – Freier Fall
- 2022: Tatort: Gier und Angst
- 2022: Grand Jeté
- 2022: Marie fängt Feuer – Unbequeme Wahrheiten
- 2022: Der Bozen-Krimi – Familienehre
- 2023: Die Chefin (Fernsehserie, Folge Gespenster)
- 2023: Morden im Norden – Entführt
- 2024: Ewig Dein (Fernsehfilm)